# Glider (バンド)
GLIDER（グライダー）は、日本のロックバンド。メンバー全員埼玉県本庄市出身。

## 概要
2011年に結成した、メンバー全員が埼玉県本庄市出身のダブル兄弟バンド。
栗田ユウスケは2014年10月より2016年3月までFM NACK5の番組または内包番組を担当した。
また、2015年度のNACK5サッカースタジアムライブ（Jリーグ・浦和レッズ、大宮アルディージャ戦中継番組）のテーマソングを担当した。

## メンバー
- 栗田ユウスケ（1990年 - ）： リードボーカル、キーボード
- 栗田マサハル（1993年 - ）： リードボーカル、ギター
- 椿田リュウジ（1992年 - ）： ベース、バッキングボーカル
- 椿田ショウヘイ（1994年 - ）： ドラムス、バッキングボーカル

## ディスコグラフィー

### シングル
Glider / Glider's Monkey Job（リリース:2014.07.16）
1. Glider
2. Glider's Monkey Job

OLE（リリース:2015.07.03）
1. OLE (Radio Mix)
2. ALL THE YOUNG DUDES (Studio Live)
3. CHILDREN OF THE REVOLUTION (Studio Live)

### アルバム
Glide & Slide （リリース:2014.09.17）
1. Overture
2. Sky Is Blue
3. Glider's Monkey Job
4. Boogie Train
5. Marigolds
6. Believe You
7. Glider

STAGE FLIGHT（リリース:2016.02.10）
1. 飛行少年
2. GO
3. Maryrose
4. 未知なる旅路
5. Blue Heaven
6. Sci-Fi Sister
7. R.I.P.
8. Alone
9. 蘇生
10. Stage Flight
11. Everlast
12. Saravah
13. OLE (ボーナストラック)